# セイスモサウルス
セイスモサウルス (Seismosaurus) は、中生代ジュラ紀後期の巨大竜脚類の無効名。属名は「地震トカゲ」の意で、「歩くと地震が起きるほどの巨体」ということから命名された。現在はディプロドクスのシノニム。
推定全長33メートル、体重40トン前後。長大な首と、同様に長い尾を持つ。体格は比較的細身であった。四肢はその巨体に比してやや短い。腰側がやや低いため、胴体は後傾する。
1979年にニューメキシコ大学所属の古生物学者デビット・ギレット博士によって発見された。発掘された骨格は、現在この一つのみが知られている。発見当初は全長50 - 60メートルとも言われていたが、現在は前述の体格と判明している。
当初は本種が史上最大の恐竜とされていたが、1993年にさらに巨大とされるアルゼンチノサウルスが発見され、その座を譲ることとなった。しかし、それでもスーパーサウルスやマメンチサウルスと共に、ジュラ紀最大級の恐竜であることには変わりはない。
2004年に同じディプロドクス科のディプロドクス (Diplodocus) の1種であることが判明し、「ディプロドクス・ハロルム」として再分類された。